# Morrison Hills
Die Morrison Hills sind eine Reihe schroffer und ost-westlich ausgerichteter Hügel in der antarktischen Ross Dependency. In der Königin-Alexandra-Kette ragen sie zwischen dem Garrard- und dem Hewson-Gletscher auf. 
Das Advisory Committee on Antarctic Names benannte sie 1966 nach Leutnant I. James Morrison von der United States Navy, der im Februar 1960 an Vorbereitungen zum erstmaligen Einsatz von Flugzeugen des Typs LC-130 in Antarktika gearbeitet hatte und an mehreren Kampagnen der Operation Deep Freeze beteiligt war.